# Sol Bonelli
María Sol Bonelli  (Buenos Aires, 1983) es una dramaturga, directora teatral, guionista y fotógrafa argentina.

## Vida privada
Es hija del periodista Marcelo Bonelli y hermana de Bárbara Bonelli, licenciada en Ciencia política y ex defensora adjunta en la Defensoría del Pueblo de la Ciudad de Buenos Aires.

## Formación
Estudió letras en la Universidad de Buenos Aires. Es Técnica Superior en Periodismo (Escuela TEA) y egresada de la Diplomatura en Dramaturgia del Centro Cultural Paco Urondo.

## Trayectoria
En 2012, fue coguionista del unitario televisivo Se trata de nosotros, en el que cada capítulo contaba una historia relacionada con el delito de trata de personas. El ciclo de 8 episodios contó con la producción de Iván Bein, la dirección de Juan Manuel Díaz y la interpretación de actores argentinos como Romina Gaetani, Belén Blanco, Edda Bustamante y Luis Machín. El proyecto había ganado en 2011 el concurso Serie de ficciones federales del Instituto Nacional de Cine y Arte Audiovisuales (INCAA), por medio del cual consiguió el presupuesto para su realización. Salió al aire entre julio y septiembre de 2015. Sobre el ciclo, la autora expresó «Para nosotros la tele desestima al espectador creyendo que lo único que quiere es llegar a su casa y entretenerse y la principal meta de sacar este tema a relucir es que el espectador tome conciencia, se emocione, se identifique y tome partido».
En 2014, escribió y dirigió La Naty, un unipersonal que narra la historia de una mujer de Paraguay, captada y privada de su libertad en un prostíbulo a la vera de alguna ruta argentina. La obra estuvo en la cartelera del Centro Cultural San Martín durante esa temporada. Por La Naty, Bonelli resultó ganadora del segundo premio en el II Festival Internacional Iberoamericano Tierra de Teatro en 2021 realizado en Río Grande (Tierra del Fuego). En enero de 2022, la dramaturga fue invitada por el Ministerio de Desarrollo Humano de Río Negro, la Defensoría del Pueblo de Bariloche y la Municipalidad de San Carlos de Bariloche para realizar una función y debate en esa ciudad. En septiembre de 2022, la obra formó parte de la programación del festival artístico-político Semana se trata de no más trata. 
En 2016, estrenó la obra Flores de Tajy, que cuenta la dinámica entre cuatro personajes en un prostíbulo, una joven recién llegada, dos prostitutas con más antigüedad y un cliente regular. Este trabajo fue declarado de Interés Cultural por la Legislatura de la Ciudad Autónoma de Buenos Aires y por el  Consejo Nacional de las Mujeres). En 2017, la obra fue seleccionada para integrar la programación de CiudaDistrito, del Área de Gobierno de Cultura y Deportes del Ayuntamiento de Madrid.
En septiembre de 2017, estrenó Mamífera, el unipersonal creado en conjunto con Alejandra D'Agostino, quien además lo protagonizó. El guion problematiza los avatares de una madre primeriza y «rastrea el cruce entre cultura y animalidad que se evidencia en la maternidad». La obra fue presentada en temporadas de las salas Espacio de Resistencia Cultural Sigue la polilla, El Camarín de las Musas y el Centro Cultural de la Cooperación, este último en el marco del Festival de Novísima Dramaturgia Argentina de 2018. Bonelli fue invitada por segunda vez a presentar su trabajo en Madrid. La Facultad de Filosofía y Letras (Universidad de Buenos Aires) convocó a Bonelli a presentar su obra en el marco de un taller de historia de género e incluyó su texto en el libro «Experimentalismo y tradición» de la colección Dramaturgia Argentina, publicación conjunta entre esa facultad y el Instituto de Artes del Espectáculo (IAE).
En 2022, estrenó "Eva furiosa.Transgresión apocalíptica para un nuevo Génesis", el unipersonal en donde el personaje bíblico analiza y critica la historia patriarcal con acento regional y escenografía ecologista. Su protagonista fue Olave Mendoza y se estrenó en el Teatro El Extranjero. «Nunca dejaría que mis hijos fueran a ninguna guerra, no hay ninguna obediencia que justifique algo así. Y Eva refiere a eso, ¿qué hace el poder con nuestros hijos?», expresó la dramaturga.
Desde 2017, es la responsable del área de teatro del Espacio Cultural Ernesto Sábato, dependiente de la Facultad de Ciencias Económicas (Universidad de Buenos Aires).

## Premios y reconocimientos
- Mención en la categoría Mejor Serie de Contenido Social y Comunitario del Premio Santa Clara de Asís 2017 por el unitario televisivo Se trata de nosotros.[12]
- Segundo premio del jurado en el Festival Internacional Iberoamericano Tierra de Teatro (2021) por su obra teatral La Naty [13]